# Балаклава (Австралия)
Вижте пояснителната страница за други значения на Балаклава.
Балаклава (на английски: Balaklava) е австралийски град, намиращ се в южната част на страната. Разположен е на 92 км северно от град Аделейд (на 5-о място по големина в Австралия). Към 2006 г. градът наброява 1626 души.
Градът домакинства на конски състезания всеки август като част от карнавал.

## История
Първите заселници, дошли в града, са Джеймс и Мери Дън. През 1847 г. те създават хотел в Балаклава.
В миналото Балаклава е играел ролята на жп възел в линията от Аделаида до Гладстон.
Градският вестник се нарича Plains Producer.